# 片山愁
片山 愁（かたやま しゅう、1965年1月25日 - ）は、日本の漫画家。新潟県上越市出身。
同人誌活動をしており、ラポート（倒産）発行の雑誌『ファンロード』の常連投稿者からプロとしてデビュー。商業誌では角川書店、新書館『月刊ウィングス』にて執筆、小説の挿絵作家としても活動している。白と黒のコントラストの強い特徴的な絵柄で、女性の目からみた魅力的な少年を描いている。

## 作品リスト

### 書籍
- 世忍記 歳華の篝火（さいかのかがりび、ラポート）
- ブリザード・センセーション（新書館、1986年10月1日）
- PROUD of YOU（画集、新書館、1987年9月）
- ドラゴン・フィスト（新書館、全14巻、1988年6月1日 - 2005年5月10日）
  - ドラゴン・フィスト外伝 黄金のアンケス（新書館、1991年3月1日）
- 回転パズル(新書館、1989年4月1日)
- SCRAP PARTY（画集、新書館、1990年2月1日）
- クリスタルEYES（新書館、1991年7月1日）
- 君がいた夏（新書館、1994年2月1日）
- 学園便利屋シリーズ（新書館）
  - Speedy age（スピーディー・エイジ） - 学園便利屋シリーズ（1995年1月1日）
  - 水のフィロソフィア - 学園便利屋シリーズ（2001年1月1日）
- 銀河鉄道の夜（原作：宮沢賢治、角川書店、1996年7月）
- 風の又三郎（原作：宮沢賢治、角川書店、1998年5月）
- あやかし歌姫かるた（原作：工藤治、角川書店、全2巻、1999年7月 - 2000年6月）
- 嵐雪記（角川書店→一迅社、全10巻、1999年12月 - 2009年4月25日）
- メルヘンちっくに決めさせて（新書館、2001年10月1日）
- 東京浪漫細工（新書館、全2巻、2003年3月1日 - 2004年1月24日）
- 当世幻想博物誌（一迅社、全3巻、2010年4月24日 - 2011年12月24日）
- Mein Ritter〜私の騎士〜（一迅社、全3巻、2013年2月25日 - 2015年8月25日）
- 師匠シリーズ（原作：ウニ、少年画報社、全7巻、2014年5月30日 - 2018年7月30日）
  - 迷離都市 - 師匠シリーズ外伝（2019年2月10日）
- ナくしたナにかのさがシかた（原作：藤野晴海、少年画報社、全5巻、2018年9月29日[1] - 2021年12月28日）
- 不条理雑貨店UNREAL（原作：ヨダカケイ、新書館、既刊3巻、2022年[2] - ）
- アイネクライネをうたって（原作：ヨダカケイ、青泉社、既刊2巻）

## その他
2011年に自費出版本 チャリティーイラスト本「Smile/Yell」（2011年、東北地方太平洋沖地震関連）にイラスト寄稿している。